# Соколов, Сергей Миронович
Серге́й Миро́нович Соколо́в (17 февраля 1937, Москва — 1992) — советский шахматист; мастер спорта СССР (1963, по результатам очных соревнований); международный мастер ИКЧФ (1982). Тренер-преподаватель. Военнослужащий.
Лучшие результаты: 8-й чемпионат СССР по переписке (1967—1968) — 1-е место; 5-й чемпионат Европы по переписке (1972) — 3-е место. Очные соревнования — международный турнир в Оломоуце (1974) — 1-е; чемпионат Москвы (1974) — 3-е места.